# Landifay-et-Bertaignemont
Landifay-et-Bertaignemont is een gemeente in het Franse departement Aisne (regio Hauts-de-France) en telt 277 inwoners (1999). De plaats maakt deel uit van het arrondissement Vervins.

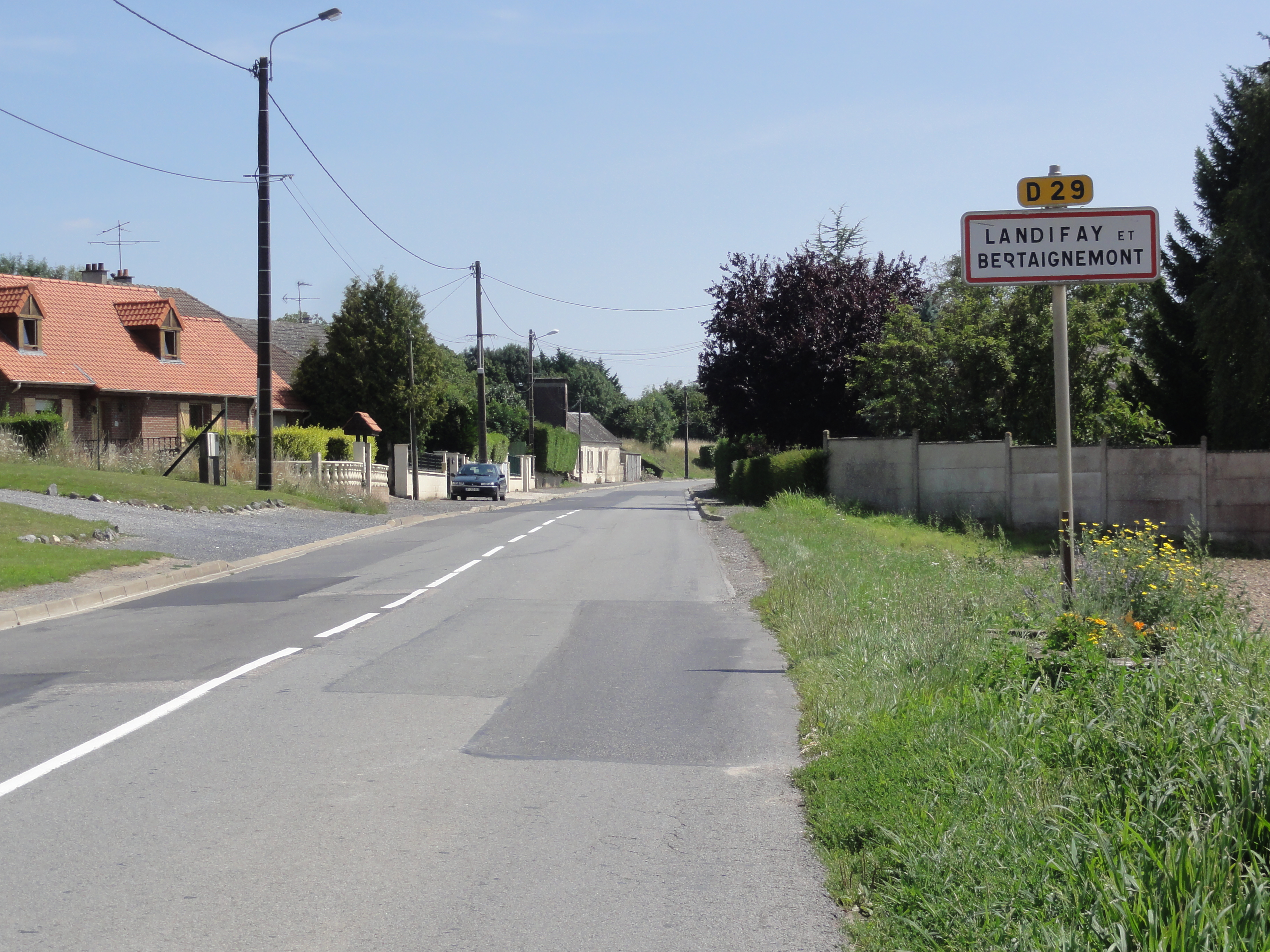
Landifay-et-Bertaignemont
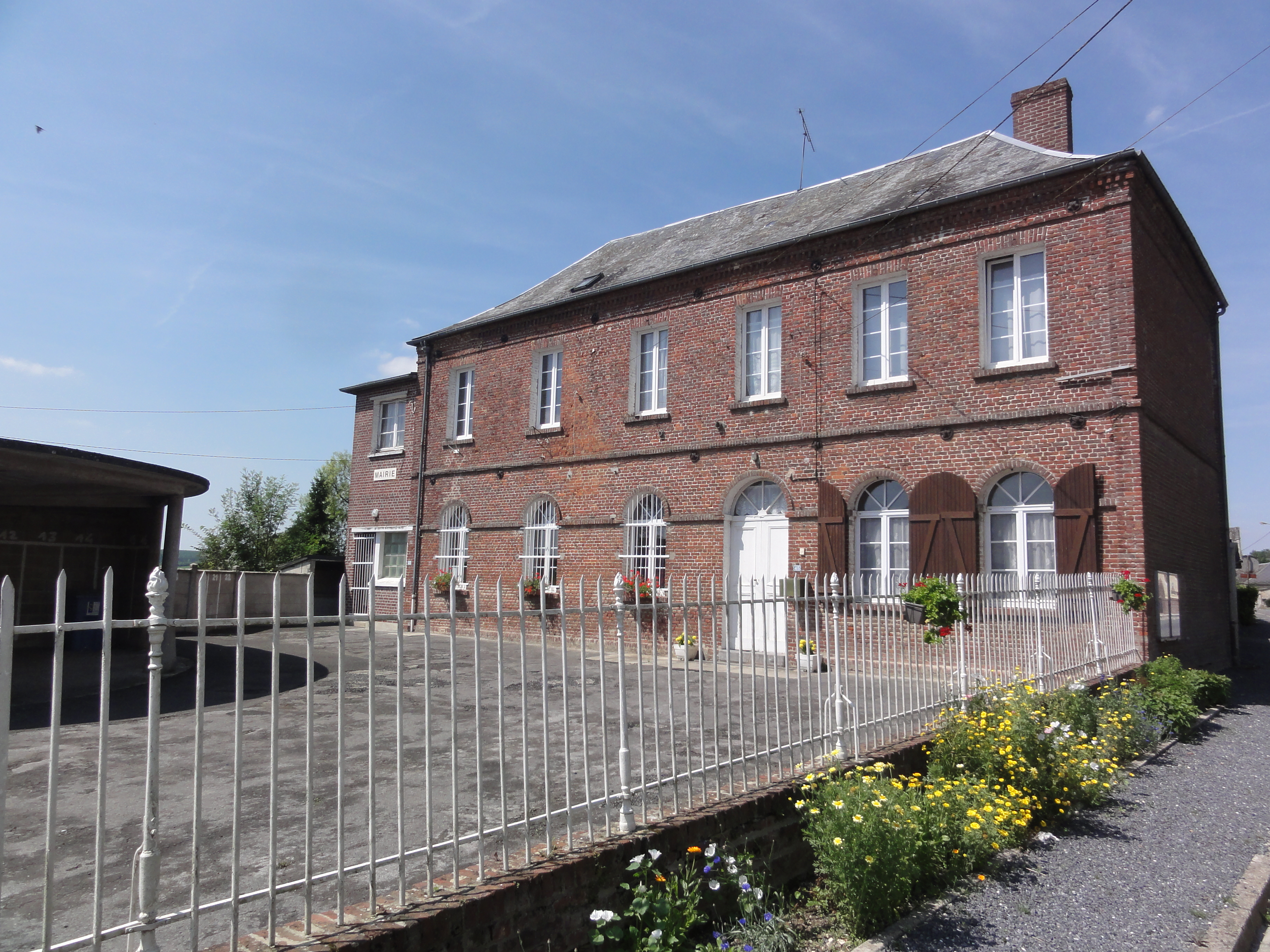
Gemeentehuis

## Geografie
De oppervlakte van Landifay-et-Bertaignemont bedraagt 19,5 km², de bevolkingsdichtheid is 14,2 inwoners per km².
De onderstaande kaart toont de ligging van Landifay-et-Bertaignemont met de belangrijkste infrastructuur en aangrenzende gemeenten.

## Demografie
Onderstaande figuur toont het verloop van het inwonertal (bron: INSEE-tellingen).
Vanwege een beveiligingsprobleem met de MediaWiki Graph-software is het momenteel niet mogelijk deze grafiek weer te geven. Zodra de software is bijgewerkt zal de grafiek vanzelf weer zichtbaar worden.